# Gig (attelage)
 (septembre 2013).
Si vous disposez d'ouvrages ou d'articles de référence ou si vous connaissez des sites web de qualité traitant du thème abordé ici, merci de compléter l'article en donnant les références utiles à sa vérifiabilité et en les liant à la section « Notes et références ».
Pour les articles homonymes, voir Gig.

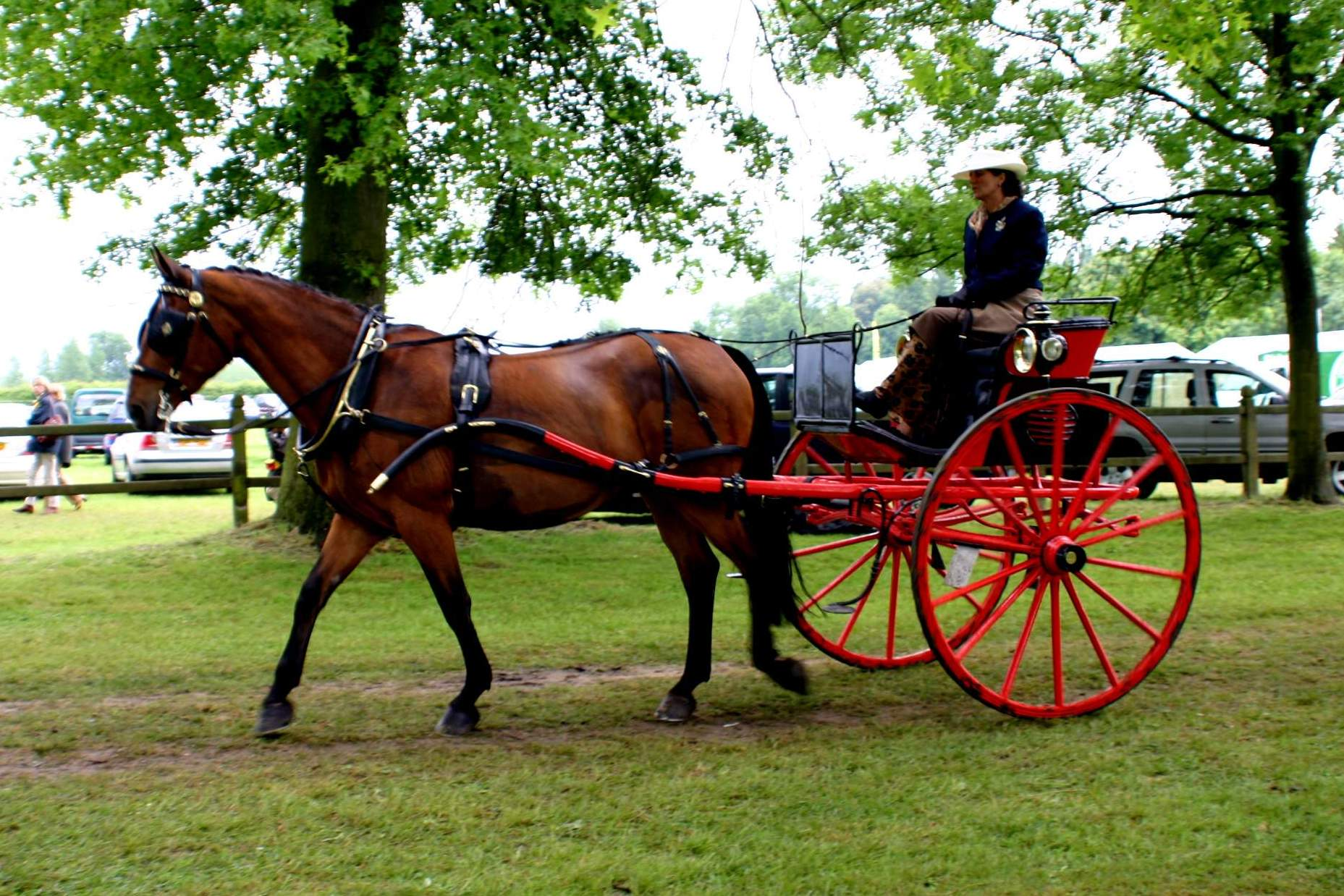
Un gig.

Le gig est un attelage hippomobile généralement à deux roues, tiré par un seul cheval, construit avec le siège du conducteur plus haut que le niveau des essieux[réf. nécessaire]. Il tire son nom de gig, rythme musical, danse, dû à son instabilité : c’est exactement la même signification, et le même type de voiture, que le français cabriolet. Il existe d'autres hypothèses sur l'origine de ce nom.
Il y a plusieurs types de gigs, dont :
- stanhope : cabriolet fabriqué pour la première fois par le carrossier londonien James Tilbury, sur les indications de son client, FitzRoy Stanhope. Il ne faut pas confondre avec le phaéton Stanhope, qui n’est pas un gig, mais une voiture à quatre roues, conçue pour le même client ;
- tilbury, créé par Tilbury, deux roues, suspension élaborée (jusqu'à sept ressorts), nécessite un cheval robuste ;
- stick gig : léger, deux roues, pour une personne ;
- whisky ou whiskey : petit corps qui ressemble à une chaise suspendue à des bracelets en cuir attachés aux ressorts ;
- calesín : petit, à un cheval, couvert, un siège derrière pour le conducteur, utilisé aux Philippines ; diminutif de l'espagnol calesa.